# Veng Kloster
Veng Kirke og Kloster i Veng Sogn er bygget af frådstenskvadre og regnes for at være Danmarks ældste klosterkirke. Den er formentlig bygget i slutningen af 1000-tallet, inspireret af engelsk byggekunst.
Klosteret lå ved Veng Kirke, og var oprindeligt benediktinerkloster, men i 1160'erne var det i forfald, og biskop Svend i Århus fik kongen til at overdrage det til cisterciensermunkene fra Sminge Kloster, der var utilfredse med deres opholdssted.
De blev dog kun kort tid i Veng. hvor de havde alvorlige problemer med en lokal godsejer fru Margrethe, og det endte med, at de rejste videre til den lille ø Kalvø i Skanderborg Sø og senere til Øm Kloster i 1172. Kirken blev derefter sognekirke, og man kender ikke til  klosterets øvrige bygninger.